# Fleurat
Fleurat é uma comuna francesa na região administrativa da Nova Aquitânia, no departamento de Creuse. Estende-se por uma área de 12,3 km². Em 2010 a comuna tinha 320 habitantes (densidade: 26 hab./km²).